# Estação Centro de los Héroes
A Estação Centro de los Héroes é uma das estações do Metrô de Santo Domingo, situada em Santo Domingo, seguida da Estação Francisco Alberto Caamaño. Administrada pela Oficina para el Reordenamiento del Transporte (OPRET), é uma das estações terminais da Linha 1.
Foi inaugurada em 30 de janeiro de 2009. Localiza-se no cruzamento da Avenida Enrique Jiménez Moya com a Avenida Independencia.